# ساندرا توماس
ساندرا توماس (بالإنجليزية: Sandra Thomas)‏ هي منتجة أفلام وممثلة هندية، ولدت في 1986 في كوتايام في الهند.

## وصلات خارجية
- ساندرا توماس على موقع IMDb (الإنجليزية)
- ساندرا توماس على موقع قاعدة بيانات الفيلم (الإنجليزية)